# MPEG-21
MPEG-21 is een standaard voor het uitwisselen en gebruiken van multimediagegevens, gedefinieerd door de Moving Pictures Experts Group (MPEG).

## Beschrijving
MPEG-21 is een multimediaal raamwerk met afspraken over hoe om te gaan met digitaal materiaal, hun gebruikers en hun verschillende apparatuur. De nadruk bij de standaard ligt op het definiëren van mechanismen en elementen die nodig zijn om de Multimediale gegevensstroom af te spelen. De standaard is geschikt voor multimediavoorziening en het consumptiegebruik van multimedia.

## Techniek achter de standaard
MPEG-21 bouwt verder op de basis van MPEG-4 en MPEG-7. Zo wordt het gemakkelijker om specifieke waarden toe te kennen aan het beeld. Er kunnen dan bij Multimediabestanden publicatiedatum en auteur toegevoegd worden. Dit is belangrijk voor de auteursrechten bij bv. muziekbestanden. MPEG-21 is geen vervanging van de oudere standaarden MPEG-1, MPEG-2, MPEG-4 en MPEG-7, maar verzorgt de integratie van deze standaarden. Software die geïntegreerd is met MPEG-21, moet ervoor zorgen dat meerdere typen informatie die niet op hetzelfde moment aankomen, toch gesynchroniseerd worden bij de eindgebruiker. Een voorbeeld hiervan is het laten samenvallen van een afzonderlijke beeld- en geluid-stroom.

### Digitale items en gebruikers
De twee centrale elementen uit de MPEG-21-standaard zijn de Digitale Items en de Gebruikers:
- Digitale items kunnen een MP3-bestand zijn, een stukje film of een foto. Normaal gesproken is er geen bronbestand voor het Digitale Item, maar wel een verwijzing. Het kan dus zijn dat het Digitale Item ergens anders is opgeslagen dan het multimediabestand zelf. Een Digitaal Item is een verzameling van digitale objecten, gecombineerd met een identificatie-tag en een standaardrepresentatie.
- Gebruikers zijn gedefinieerd als alles en iedereen die gebruikmaken van een Digitaal Item, in interactie met de MPEG-21-omgeving. Gebruikers in de zin van de MPEG-21-standaard zijn onder meer individuen, consumenten, community's, organisaties en bedrijven. Gebruikers worden geïdentificeerd door hun relatie met een andere Gebruiker gedurende een bepaalde interactie. Vanuit een technisch oogpunt maakt MPEG-21 geen onderscheid tussen een “content provider” en een “consument”, beide zijn immers gebruikers. Eén enkele entiteit kan op verschillende manieren met content omgaan (zoals publiceren, verhandelen of gebruiken) zo worden alle partijen die interactie hebben binnenin MPEG-21 gecategoriseerd als gebruikers.

### Open standaard
MPEG-21 is ontworpen als een open standaard. Een voordeel van het open karakter van MPEG-21 is dat er geen voordeel voor een bepaalde producent of ontwikkelaar is, zoals met software zonder open karakter het geval is. Ook is het de verwachting dat de open standaard acceptatie door ontwikkelaars, producers, distributeurs en service providers bevordert. Dit zal ook van voordeel zijn voor de consument waarvoor een grotere variëteit aan content wordt aangeboden op een interactieve manier.